# Калема-Зикусока, Глэдис
Глэдис Калема-Зикусока (англ. Gladys Kalema-Zikusoka; род. 8 января 1970 года) — угандийская ветеринар, приматолог, активистка защиты животных.

## Биография
Глэдис восхищалась животными еще в детстве. В возрасте 12 лет создала клуб дикой природы в своей школе. Организовала школьные экскурсии в Национальном парке королевы Елизаветы. После школы получила стипендию на обучение в Королевском ветеринарном колледже Лондонского университета. Замужем за предпринимателем Лоуренсом Зикусоку. У них родилось двое детей.

### Карьера
В возрасте 25 лет Калема-Зикусока предназначена ветеринарным офицером Службы дикой природы Уганды, которая позднее объединилась с Национальными парками Уганды в Управление дикой природы Уганды Она была первой женщиной в стране, которая заняла такую должность. Задачей Глэдис стало восстановление природоохранных территорий, которые пришли в упадок во время гражданской войны в Уганде.
В рамках своего ветеринарного исследования она определила передачу паразитов от человека к горным гориллам как значительного фактора риска для горилл. Глэдис Калема-Зикусока, Лоуренс Зикусока и Стивен Рубанда основали «Conservation Through Public Health» — некоммерческую организацию, базирующуюся в Уганде и США, и которая проводит программы защиты горилл и других животных от риска человеческого и животного происхождения, уменьшают заболевания людей и животных в районах дикой природы; рационализируют планирование семьи, используют информационно-коммуникационные технологии как для поддержки местного развития, так и для обучения людей знаниям об окружающей среде. Калема-Зикусока является генеральным директором организации.
Телеканал BBC снял документальный фильм о Калему-Зикусоку  «Gladys the African Vet».

## Награды
- «Whitley Gold Award» за работу по сохранению природы (2009).